# Las Gallinas Locas
Las Gallinas Locas (título original en alemán,  Die Wilden Hühner) es una serie de libros de aventuras escrito por Cornelia Funke dirigido a público infantil y juvenil. 

## Libros de la serie
- Las Gallinas Locas 1. Una pandilla genial (2005)
- Las Gallinas Locas 2. Un viaje con sorpresa (2005)
- Las Gallinas Locas 3. ¡Que viene el zorro! (2006)
- Las Gallinas Locas 4. El secreto de la felicidad (2006)
- Las Gallinas Locas 5. Las Gallinas Locas y el amor (2007)

## Personajes de la serie
Los personajes son, inicialmente, una pandilla de cuatro chicas: Sardine, Frida, Melanie y Trude, a las que se unirá, en el segundo libro de la serie, Wilma. Los Pigmeos son: Fred, Willi, Steve, Torte, una pandilla de chicos, con los que comparten sus aventuras. Además hay otros personajes secundarios que aparecen en los distintos libros. dentro de los personajes de las gallinas locas están los secundarios que son más importantes como:la mama de sardine.

### Las Gallinas Locas
- Sardine es la protagonista y la jefa de la pandilla de Las Gallinas Locas. Es la que tuvo la idea de formar la pandilla y la que traza el plan principal en las distintas aventuras.
- Frida es la mejor amiga de Sardine, se preocupa por todo e intenta solucionarlo y en caso de no conseguirlo se desespera.
- Melanie es la más se preocupa por su aspecto y lleva mucho maquillaje. Puede ser una gran amiga si no tiene problemas de amores.
- Trude es la más sensible y llora con más facilidad, sin embargo es muy leal y dulce.
- Wilma es la que se encarga de espiar a Los Pigmeos. La llaman La Gallina Pistolera porque siempre lleva una pistola de agua en la manga.

### Los Pigmeos
- Fred es el jefe de la pandilla de los pigmeos. Es simpático y gracioso y también es el que traza los planes.
- Willi es el más fuerte y al que recurren cuando hay pelea. Muchas veces aparece con la cara magullada ya que su padre le maltrata pegándole.
- Steve es el mago de los pigmeos siempre consigue artículos de broma. Aparte es el que está más desarrollado.
- Torte es el miembro más pequeño y molesto de los pigmeos y aunque se le da genial escribir cartas de amor puede ser un verdadero pelmazo.

## Argumento general
Las Gallinas Locas y Los Pigmeos viven en la misma ciudad y estudian en el mismo instituto. Las Gallinas Locas se reúnen en una caravana, que está cerca de una carretera, para charlar y planear sus acciones y Los Pigmeos se reúnen en una cabaña en un bosque no muy alejado del lugar donde se encuentra la caravana. A partir del tercer libro Las Gallinas Locas tienen como mascotas a unas 15 gallinas que viven en los alrededores de la caravana.
En las primeras aventuras tanto Las Gallinas Locas como Los Pigmeos intentan fastidiarse mutuamente pero poco a poco se hacen amigos e incluso hay parejas entre algunas Gallinas Locas y algunos Pigmeos en los últimos libros de la serie. 
La abuela de Sardine y el padre de Willi son los personajes secundarios más importantes y que más problemas crean a las dos pandillas, mientras que la madre de Sardine los saca de los problemas.